# Tanjung Piai
Tanjung Piai je mys v Malajsii. Nachází se u vesnice Kukup v okrese Daerah Pontian sultanátu Johor. Je součástí rozvojové zóny Iskandar Malaysia a podle mysu je také pojmenován jeden z volebních obvodů státu Johor. Tanjung Piai se nachází na prvním stupni a šestnácté minutě severní šířky, je tak nejjižnějším bodem Malajského poloostrova a tím i celé eurasijské pevniny. Místo je populárním turistickým cílem, byly zde vybudovány dřevěné lesní chodníky i návštěvnické centrum a do moře směřuje násep s obchody a restauracemi. Z mysu je možno přes Johorský průliv pozorovat mrakodrapy v Singapuru, je odsud také vidět ostrov Karimun Besar, který již patří Indonésii.
Mys je porostlý původními mangrovy, v nichž dominují kořenovníky. Patří k lokalitám chráněným Ramsarskou úmluvou a v roce 1971 se stal součástí národního parku. Typickým místním druhem je kapradina prašnatec zlatý, podle jejíhož malajského názvu piai byl mys pojmenován. Jde také o jedno z mála míst v Malajsii, kde žije marabu indomalajský. V okolí mysu se také vyskytují hulman tmavý, vydra hladkosrstá, jespák lžícozobý, ledňáček obojkový, varan skvrnitý, stříbrovka lesklá, lates stříbřitý, lezci a brakičníci.
Nejjižnější místo Asie označuje dvacetimetrový betonový pomník. Na mysu se také nachází model zeměkoule. Na přilehlé mělčině byl vybudován maják vybavený raconem.